# Église morave New Herrnhut de Donoe
L'église morave New Herrnhut est une église dépendante des Frères moraves située à Donoe dans les Îles Vierges des États-Unis. Elle a été inscrite au Registre national des lieux historiques en 1976.

## Historique
Les Moraves, groupe religieux protestant basé à Herrnhut, en Saxe, ont commencé le travail missionnaire à Saint-Thomas en 1732 et ont été les premiers protestants à se consacrer au travail missionnaire parmi les esclaves et les Noirs libres dans les Antilles danoises. Les planteurs qui s'opposaient initialement à l'œuvre missionnaire à Saint-Thomas ne voulaient pas que les esclaves reçoivent une éducation ou une instruction religieuse.
Ils achetèrent le site de New Herrnhut (à l'époque Posaunenberg) en 1737 et s'y installèrent. Auparavant appelé plantation de Bretheren ou Tutu de Bretheren, l'endroit fut renommé New Herrnhut en 1753. L'ouragan de 1867 détruisit une grande partie de la plantation en activité, mais l'église et le clocher a survécu.

## Architecture
L'église, qui est toujours utilisée, est un bâtiment d'un étage en plâtre, avec un toit en croupe et des portes et fenêtres cintrées en demi-elliptiques.